# Hunter-Verfahren
Das Hunter-Verfahren war das erste industriell bedeutsame Verfahren zur Herstellung von technisch reinem Titan. Das Verfahren wurde im Jahre 1910 von Matthew A. Hunter erfunden.
Beim Hunter-Verfahren wird Titantetrachlorid (Titan(IV)-chlorid) unter Schutzatmosphäre bei einer Temperatur von etwa 1000 °C durch metallisches Natrium chargenweise in einem Reaktor zum metallischen Titan reduziert.
{\displaystyle {\ce {TiCl4 + 4 Na -> 4 NaCl + Ti}}}
Als Reaktionsprodukte entstehen Kochsalz und metallischer Titanschwamm, das entstandene Kochsalz wurde mittels verdünnter Salzsäure aus dem entstandenen Titanmetall herausgelöst.
Mit der Erfindung des ökonomischeren Kroll-Prozesses in den 1940er Jahren verlor das Hunter-Verfahren zunehmend an Bedeutung.